# Come Together (álbum)
Come Together é o quinto álbum de estúdio da banda cristã de rock estadounidense Third Day, lançado a 6 de Novembro de 2001.
O disco atingiu o nº 31 da Billboard 200, o nº 3 do Top Contemporary Christian, o nº 15 do Top Internet Albums e o nº 3 do Top Christian Albums.
Em 2002, o álbum recebeu um Grammy Award na categoria Best Rock Gospel Album.
| Críticas profissionais                                                      | Críticas profissionais |
| Avaliações da crítica                                                       | Avaliações da crítica  |
| Fonte                                                                       | Avaliação              |
| --------------------------------------------------------------------------- | ---------------------- |
| Allmusic                                                                    | [ 2 ]                  |
| Esta tabela precisa de ser acompanhada por texto em prosa. Consulte o guia. |                        |

## Faixas
1. "Come Together" – 4:31
2. "40 Days" – 3:11
3. "Show Me Your Glory" – 3:19
4. "Get On" – 2:57
5. "My Heart" – 3:40
6. "It's Alright" – 5:08
7. "Still Listening" – 4:08
8. "I Got You" – 4:19
9. "I Don't Know" – 4:53
10. "When The Rain Comes" – 2:55
11. "Sing Praises" – 3:19
12. "Nothing Compares" – 3:49